# بنكوي عسكري (مقاطعة فيروزآباد)
بنكوي عسكري (بالفارسية: بنکوی عسکری) هي قرية تقع في قسم خواجه‌اي الريفي في إيران.